# الورقة (حالمين)

تعديل مصدري - تعديل

الورقة هي إحدى قرى عزلة حبيل الريدة بمديرية حالمين التابعة لمحافظة لحج، بلغ تعداد سكانها 63 نسمة حسب تعداد اليمن لعام 2004.